# Göhren, Thüringen
Göhren är en kommun och ort i Landkreis Altenburger Land i förbundslandet Thüringen i Tyskland.
Kommunen ingår i förvaltningsområdet Rositz tillsammans med kommunerna Göllnitz, Kriebitzsch, Lödla, Mehna, Monstab, Rositz och Starkenberg.